# 高斯光束

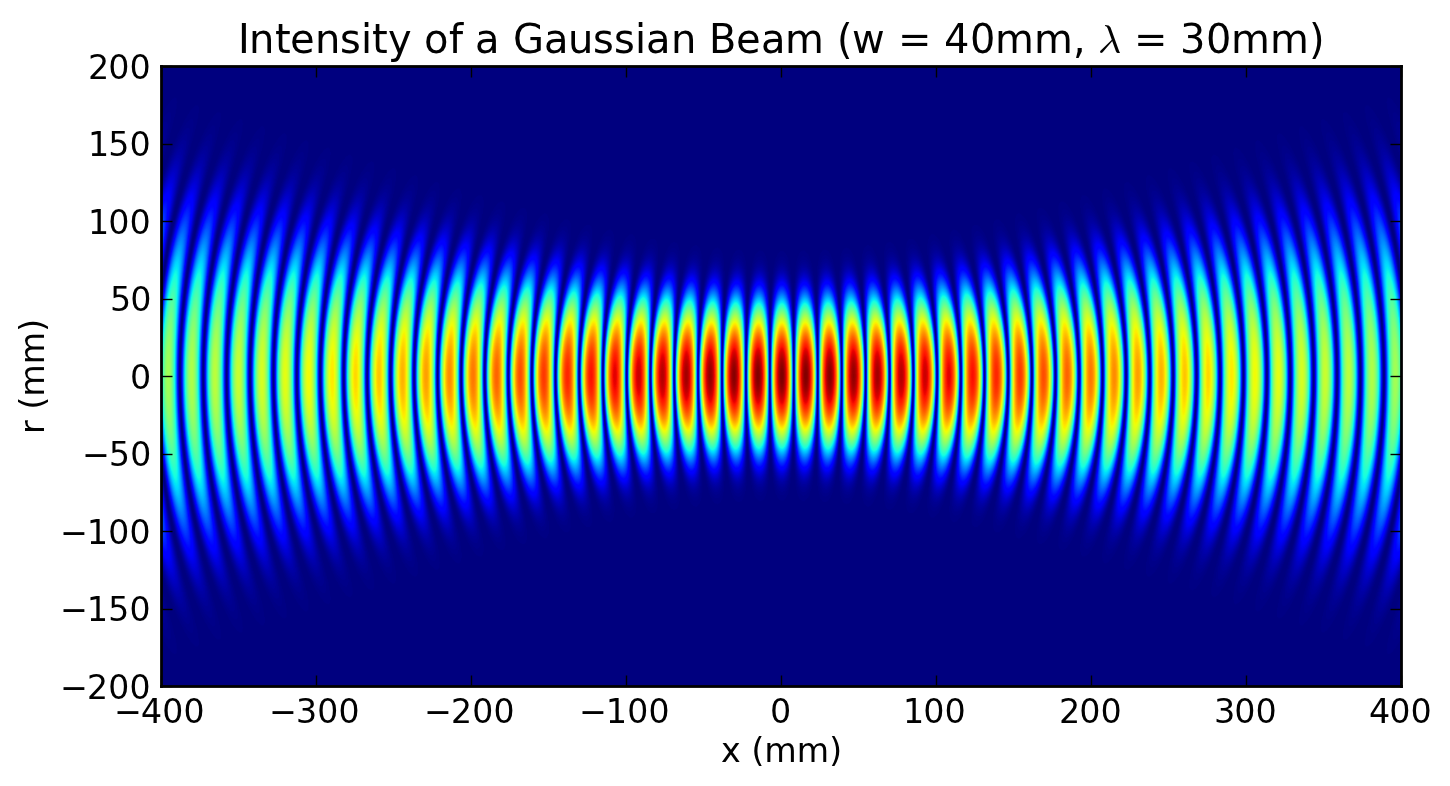
高斯光束的瞬时辐照度電腦繪圖

场强（蓝色）和辐照度（黑色）在坐标轴上的分布情况

在光学中，高斯光束（英語：Gaussian beam）是横向电场以及辐照度分布近似满足高斯函数的电磁波光束。许多激光都近似满足高斯光束的条件，在这种情况中，激光在光谐振腔中以TEM00波模（横向基模）传播。当它在满足近衍射极限的镜片中发生折射时，高斯光束会变换成另一种不同参数的高斯光束，因此，高斯光束是激光光学中一种方便、广泛应用的模型。
描述高斯光束的数学函数是亥姆霍兹方程的一个近轴近似解（属于小角近似的一种）。这个解具有高斯函数的形式，代表了光束中电场分量的复振幅。尽管电磁波的传播包括电场和磁场两部分，研究其中任一个场，就足以描述波在传播时的性质。
高斯光束中，场的行为可以通过几个参数加以刻画，如光斑大小，曲率半径，古依相移等。
亥姆霍兹方程的近轴近似解可能不止一个。笛卡尔坐标系下求解可得一类称为厄米-高斯模的解，在柱坐标中求解则得到一类称为拉盖尔-高斯模的解。对这两类解，最低阶都是高斯光束，高阶解则描述了光学谐振腔中的高阶横向模。

## 数学形式
高斯光束作为电磁波的横向电磁模，通过求解近轴亥姆霍兹公式，可得电场的振幅

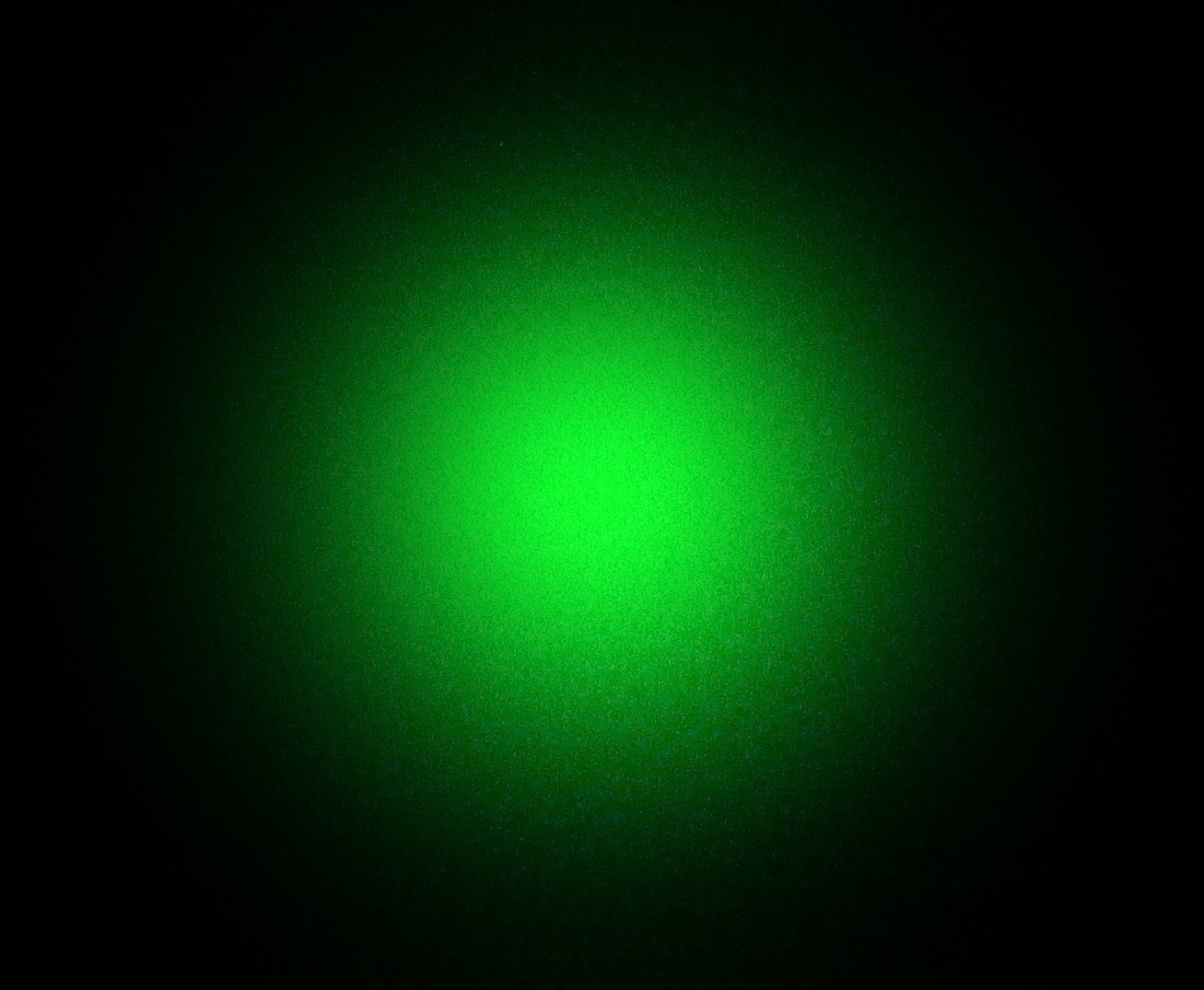
纳米激光器产生的激光

{\displaystyle E(r,z)=E_{0}{\frac {w_{0}}{w(z)}}\exp \left({\frac {-r^{2}}{w^{2}(z)}}\right)\exp \left(-ikz-ik{\frac {r^{2}}{2R(z)}}+i\zeta (z)\right)\ ,}
这里
{\displaystyle r} 为径向坐标，以光轴中心为参考点
{\displaystyle z} 为轴向坐标，以光轴上光波最狭窄（束腰）位置为参考点
{\displaystyle i} 为虚数单位（即 {\displaystyle i^{2}=-1}）
{\displaystyle k={2\pi  \over \lambda }} 为波数（以“弧度/米”为单位）
{\displaystyle E_{0}=|E(0,0)|}
{\displaystyle w(z)} 为当电磁场振幅降到轴向的1/e、强度降到轴向的1/e2的点的半径
{\displaystyle w_{0}=w(0)} 为激光的束腰宽度
{\displaystyle R(z)} 为光波波前的曲率半径
{\displaystyle \zeta (z)} 为轴对称光波的 Gouy 相移，对高斯光束的相位也有影响
此外，上式中默认忽略了含时项 {\textstyle e^{i\omega t}} 。
对应的辐照度时域平均值为
{\displaystyle I(r,z)={|E(r,z)|^{2} \over 2\eta }=I_{0}\left({\frac {w_{0}}{w(z)}}\right)^{2}\exp \left({\frac {-2r^{2}}{w^{2}(z)}}\right)\ ,}
这里 {\displaystyle I_{0}=I(0,0)} 为光波束腰中心处的辐照度。常数 {\displaystyle \eta \,} 为光波所在传播介质中的波阻抗。在真空中，{\displaystyle \eta =\eta _{0}={\sqrt {\frac {\mu _{0}}{\varepsilon _{0}}}}=1/(\varepsilon _{0}c)\approx 376.7\ \mathrm {\Omega } }。

## 波束参数
高斯光束的许多性质由一系列波束参数决定，下面将分别予以介绍。

### 束腰
对于在自由空间传播的高斯光束，其腰斑位置的半径在光轴方向总大于一个最小值 {\displaystyle w_{0}}，这个最小值被称为束腰（beam waist）。波长为 {\displaystyle \lambda } 的光波的腰斑位置在 {\displaystyle z} 轴上的分布为
{\displaystyle w(z)=w_{0}\,{\sqrt {1+{\left({\frac {z}{z_{\mathrm {R} }}}\right)}^{2}}}\ .}
这里将 {\displaystyle z=0} 定义为束腰的位置。
{\displaystyle z_{\mathrm {R} }={\frac {\pi w_{0}^{2}}{\lambda }}}
被称为瑞利距离。

### 瑞利距离和共焦参数
与束腰轴向距离等于瑞利距离 {\displaystyle z_{R}} 处的束宽为
{\displaystyle w(\pm z_{\mathrm {R} })=w_{0}{\sqrt {2}}.\,}
这两点之间的距离称作共焦参数或光束的焦深。
{\displaystyle b=2z_{\mathrm {R} }={\frac {2\pi w_{0}^{2}}{\lambda }}\ .}

### 曲率半径
{\displaystyle R(z)} 是光束波前的曲率半径，它是轴向距离的函数
{\displaystyle R(z)=z\left[{1+{\left({\frac {z_{\mathrm {R} }}{z}}\right)}^{2}}\right]\ .}

### 光束偏移
当 {\displaystyle z\gg z_{\mathrm {R} }}，参数 {\displaystyle w(z)} 与 {\displaystyle z} 呈线性关系，趋近于一条直线。这条直线与中央光轴的夹角被称为光束的“偏移”，它等于
{\displaystyle \theta \simeq {\frac {\lambda }{\pi w_{0}}}\qquad (\theta \mathrm {\ in\ radians} ).}
在远离束腰的位置，光束弯散的总角度为
{\displaystyle \Theta =2\theta \ .}
由于这一性质，聚焦于一个小点的高斯激光在远离这个点的传播过程中迅速散开。为了保持激光的准直，激光束必须具有较大的直径。束宽和光束偏移的这一关系是由于衍射的缘故。非高斯光束同样会表现这一效应，但是高斯光束是一种特殊情况，其束宽和偏移的乘积是可能达到的最小值。
由于高斯光束模型使用了近轴近似，当波前与光传播方向倾斜程度大于30度之后，这种模型将不再适用。通过上述偏移的表达式，这意味着高斯光束模型仅对束腰大于 {\displaystyle 2\lambda /\pi } 的光束适用。
激光束的质量可以用束参数乘积（BBP）来衡量。对于高斯光束，BBP 的数值就是光束的偏移量与束腰 {\displaystyle w_{0}} 的乘积。实际光束的 BPP 通过计算光束的最小直径和远场偏移量的乘积来获得。在波长一定的情况下，实际光束的 BPP 数值与理想激光束的 BPP 数值的比值被称为“M2”。高斯光束的 M2 值为1，而所有的是激光束的 M2 值均大于1，并且质量越好的激光的 M2 值越接近1。

### Gouy 相位
光束的轴向上的相位延迟，或称 Gouy 相位为
{\displaystyle \zeta (z)=\arctan \left({\frac {z}{z_{\mathrm {R} }}}\right)\ .}
当光束通过焦点时，除了正常情况下平面波的相移 {\displaystyle e^{-ikz}} 外，多出一个额外的 Gouy 相移 {\displaystyle \pi }。

### 复数形式的光束参数
可以通过复数形式的光束参数 {\displaystyle q(z)} 囊括光斑尺寸与曲率半径的信息，
{\displaystyle q(z)=z+q_{0}=z+iz_{\mathrm {R} }\ .}
倒数 {\displaystyle 1/q(z)} 显式提供了 {\displaystyle q(z)}，{\displaystyle w(z)} 与 {\displaystyle R(z)} 间的关系：
{\displaystyle {1 \over q(z)}={1 \over z+iz_{\mathrm {R} }}={z \over z^{2}+z_{\mathrm {R} }^{2}}-i{z_{\mathrm {R} } \over z^{2}+z_{\mathrm {R} }^{2}}={1 \over R(z)}-i{\lambda  \over \pi w^{2}(z)}.}
光束参数的复数形式在高斯光束传播的分析中有着重要地位，特别是当使用光线传递矩阵分析光谐振腔中光束传播。
利用复数光束参数 {\displaystyle q}，具有一个横向维度的高斯光束电磁场与下式成比例
{\displaystyle {u}(x,z)={\frac {1}{\sqrt {{q}_{x}(z)}}}\exp \left(-ik{\frac {x^{2}}{2{q}_{x}(z)}}\right).}
在二维的情况中，可以将散光的光束表达为乘积的形式
{\displaystyle {u}(x,y,z)={u}(x,z)\,{u}(y,z),}
对于圆对称的普遍情况，{\displaystyle {q}_{x}={q}_{y}={q}} 且{\displaystyle x^{2}+y^{2}=r^{2}}，可以得出
{\displaystyle {u}(r,z)={\frac {1}{{q}(z)}}\exp \left(-ik{\frac {r^{2}}{2{q}(z)}}\right).}

## 功率和辐照度

### 流经孔隙的功率
流经距离 z 轴半径为r的圆的功率为
{\displaystyle P(r,z)=P_{0}\left[1-e^{-2r^{2}/w^{2}(z)}\right]\ ,}
这里
{\displaystyle P_{0}={1 \over 2}\pi I_{0}w_{0}^{2}} 为电磁波传播的总能量
流经以 {\displaystyle r=w(z)\,} 为半径的圆的能量占总能量的比值为
{\displaystyle {P(z) \over P_{0}}=1-e^{-2}\approx 0.865\ .}
类似的，占光波总能量约90%的部分将流经半径为 {\displaystyle r=1.07\cdot w(z)\,} 的圆形面积，总能量的95%通过 {\displaystyle r=1.224\cdot w(z)\,} 的圆形面积，总能量的99%会通过 {\displaystyle r=1.52\cdot w(z)} 的圆。

### 辐照度的峰值和平均值
在与束腰的轴向距离为 {\displaystyle z} 的位置，利用洛必达法则，可以计算该位置的辐射照度峰值
{\displaystyle I(0,z)=\lim _{r\to 0}{\frac {P_{0}\left[1-e^{-2r^{2}/w^{2}(z)}\right]}{\pi r^{2}}}={\frac {P_{0}}{\pi }}\lim _{r\to 0}{\frac {\left[-(-2)(2r)e^{-2r^{2}/w^{2}(z)}\right]}{w^{2}(z)(2r)}}={2P_{0} \over \pi w^{2}(z)}.}
可以看出，辐照度峰值为平均值的两倍，后者等于总能量除以半径为 {\displaystyle w(z)} 的圆的面积。